# Garbiec
Garbiec (niem.  Rohmhübel ), 731 m n.p.m. – wzniesienie w południowo-zachodniej Polsce, w Sudetach Środkowych, w południowo-wschodniej części Gór Sowich.

## Położenie i opis
Wzniesienie położone na obszarze Chronionionego Obszaru Krajobrazu Gór Sowich i Bardzkich w południowo-wschodniej części Gór Sowich, na południowo-wschodniej ich krawędzi około 1,0 km na północny wschód od centrum Przygórza. 
Kopulaste wzniesienie o zróżnicowanej rzeźbie i ukształtowaniu oraz dość stromych zboczach: zachodnich i wschodnich oraz łagodniejszych południowych, z wyrazistą stożkowato zakończona częścią szczytową. Wznosi się pomiędzy doliną Piekielnicy i Woliborki w końcowym odcinku bocznego grzbietu, który odchodzi od Szerokiej położonej w grzbietu głównym w kierunku południowo-zachodnim przez wzniesienia: Garncarz Golec, tworząc z nimi wspólny masyw. Od wzniesienia Golec, położonego po południowej stronie oddzielone jest płytko wciętym siodłem. Wzniesienie wyraźnie wydzielają wykształcone doliny górskich potoków. Wschodnie zbocze wzniesienia stromo opada do potoku Woliborka. Wzniesienie zbudowane z prekambryjskich gnejsów i migmatytów. Na ich kontakcie występuje żyła kwarcowa i paleozoiczne dolomity. Zbocza wzniesienia pokrywa niewielka warstwa młodszych osadów z okresu zlodowaceń plejstoceńskich. Cała powierzchnia wzniesienia łącznie z partią szczytową porośnięta jest lasem świerkowym regla dolnego miejscami z domieszką buka. Zboczami wzniesienie poniżej szczytu prowadzą drogi leśne. U podnóża wzniesienia, po zachodniej stronie położona jest miejscowość Przygórze. Położenie wzniesienia, kształt oraz stożkowy szczyt czynią wzniesienie rozpoznawalnym w terenie. 

## Inne
- Wzniesienie w przeszłości nosiło nazwę: Rohmhübel[1].

## Ciekawostki
- W przeszłości na wzniesienia prowadzone były roboty górniczo poszukiwawcze[4]